# Arco do Triunfo (Pyongyang)
O Arco do Triunfo visto do nordeste
O Arco do Triunfo (em coreano:  개선문; hanja: 凱旋門) localizado em Pyongyang, capital da Coreia do Norte, é um arco triunfal construído em 1982 para homenagear e glorificar o papel do presidente Kim Il-sung na resistência militar da Independência Coreana. Inaugurado por ocasião de seu septuagésimo aniversário, cada um de seus 25.500 blocos de granito branco finamente decorados representam um dia de sua vida até aquele ponto. Com 60 metros de altura de 50 metros de largura, é o segundo arco triunfal mais alto do mundo, depois do Monumento a la Revolución no México. É 11 metros mais alto que o Arco do Triunfo em Paris. A abóbada tem um total de 27 metros de altura e 12,6 de largura.
Construído em granito, suas dimensões foram estabelecidas com o propósito de ultrapassar a altura do arco do triunfo francês, que também serviu de modelo arquitetônico. A ideia da criação de um arco triunfal foi sugerida em 1979. Foi construído no local onde Kim Il-sung se reuniu com os coreanos em Pyongyang, durante seu "retorno triunfante", em agosto de 1945, para marcar o fim da ocupação japonesa na cidade (e também o início do governo comunista em Pyongyang) durante o fim da Segunda Guerra Mundial, também homenageia o discurso proferido neste local em 14 de outubro de 1945, onde Kim Il-sung perguntou 'aqueles com poder para contribuir com poder, aqueles com conhecimento para contribuir com conhecimento e com dinheiro para contribuir com dinheiro para a construção da nova nação'. De acordo com a autobiografia de Kim Il-sung, o então futuro líder da Coreia do Norte deixou sua casa em Mangyongdae, uma vila nos arredores de Pyongyang, em janeiro de 1925 e prometeu não retornar à Coreia até que a independência do país tivesse sido conquistada.
O Arco do Triunfo faz parte do roteiro turístico oficial da Coreia do Norte, parada obrigatória a todo visitante do país. É muitas vezes um dos primeiros monumentos mostrados às delegações visitantes e grupos turísticos por estar localizado na estrada do Aeroporto Internacional de Sunan.

## Descrição
O Arco do Triunfo é uma estrutura vasta, sua natureza imponente apenas reforçada pelo relativo isolamento em que se encontra, sozinho em uma extensa praça cercada por estradas que vêem pouco tráfego. É um dos principais símbolos da iconografia de Pyongyang e da RPDC.
Como todo monumento norte-coreano, o arco é cheio de simbolismo, com referências à luta revolucionária anti-japonesa, à nação coreana e a Kim Il-sung. A estrutura é feita de 25.500 blocos de granito branco, cada um representando um dia da vida do Presidente Kim Il-sung até o seu 70º aniversário. Em ambos os lados do arco estão as datas de 1925 e 1945, referindo-se ao período durante o qual Kim partiu para a jornada de libertação nacional do país do domínio japonês. Também estão inscritas no arco as palavras do hino revolucionário "Canção do General Kim Il-Sung" (em coreano: 김일성장군의 노래), o arco também está inscrito no primeiro e segundo versos da canção. O arco possui dezenas de salas, balaustradas, plataformas de observação e elevadores. Do topo, os visitantes têm vistas impressionantes dos arredores, do Estádio Kim Il-sung e do Parque Moranbong. Ele também tem quatro portais, cada um com 27 metros de altura e 70 relevos de azálea representando cada ano da vida de Kim. A flor da azálea é um símbolo da Coreia popularizado na Coreia do Norte por sua associação com a luta contra o domínio colonial japonês.
Estátuas de bronze no arco prestam homenagem aos três pilares do Partido dos Trabalhadores da Coreia, mostrando trabalhadores, camponeses e intelectuais, e os soldados que lutaram pelo Exército Revolucionário Coreano, antecessor do Exército Popular da Coreia. Também está representado o Monte Paektu, uma montanha sagrada que desempenhou um papel na luta contra a ocupação japonesa (Kim Il-sung organizou sua resistência nas densas florestas que cercam a montanha), além ser considerada fundação e berço do povo coreano e associada à Revolução Coreana.
O arco é iluminado à noite e tem seu próprio gerador a diesel de cilindro único em caso de falha de energia principal.

## Turismo
O Arco do Triunfo faz parte do roteiro turístico oficial da Coreia do Norte, parada obrigatória a todo visitante do país. Está localizado na intersecção da Rua Moranbong, Rua Chilsongmun e Rua Kaesonmun no Distrito Moranbong. A Estação de Metrô Kaeson está localizada nas proximidades. Alguns ônibus turísticos vindos do aeroporto para Pyongyang param no arco para permitir que os visitantes passem rapidamente. Alternativamente, é possível organizar uma visita ao arco uma vez em Pyongyang. O Arco do Triunfo está aberto todos os dias. A entrada para as salas e pontos de observação dentro do arco custa cerca de US$5 ou 5€.

## Galeria

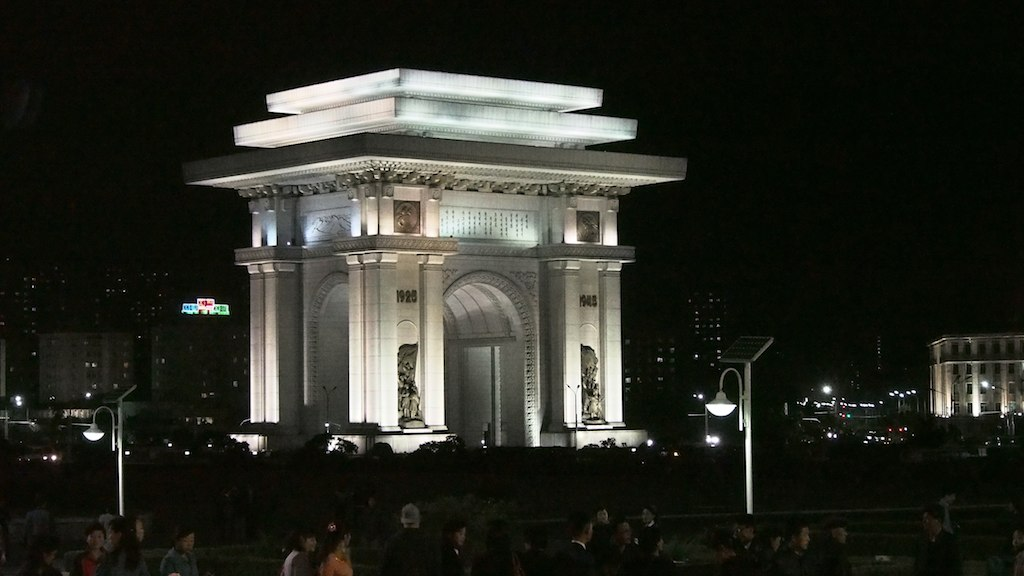
O Arco do Triunfo à noite
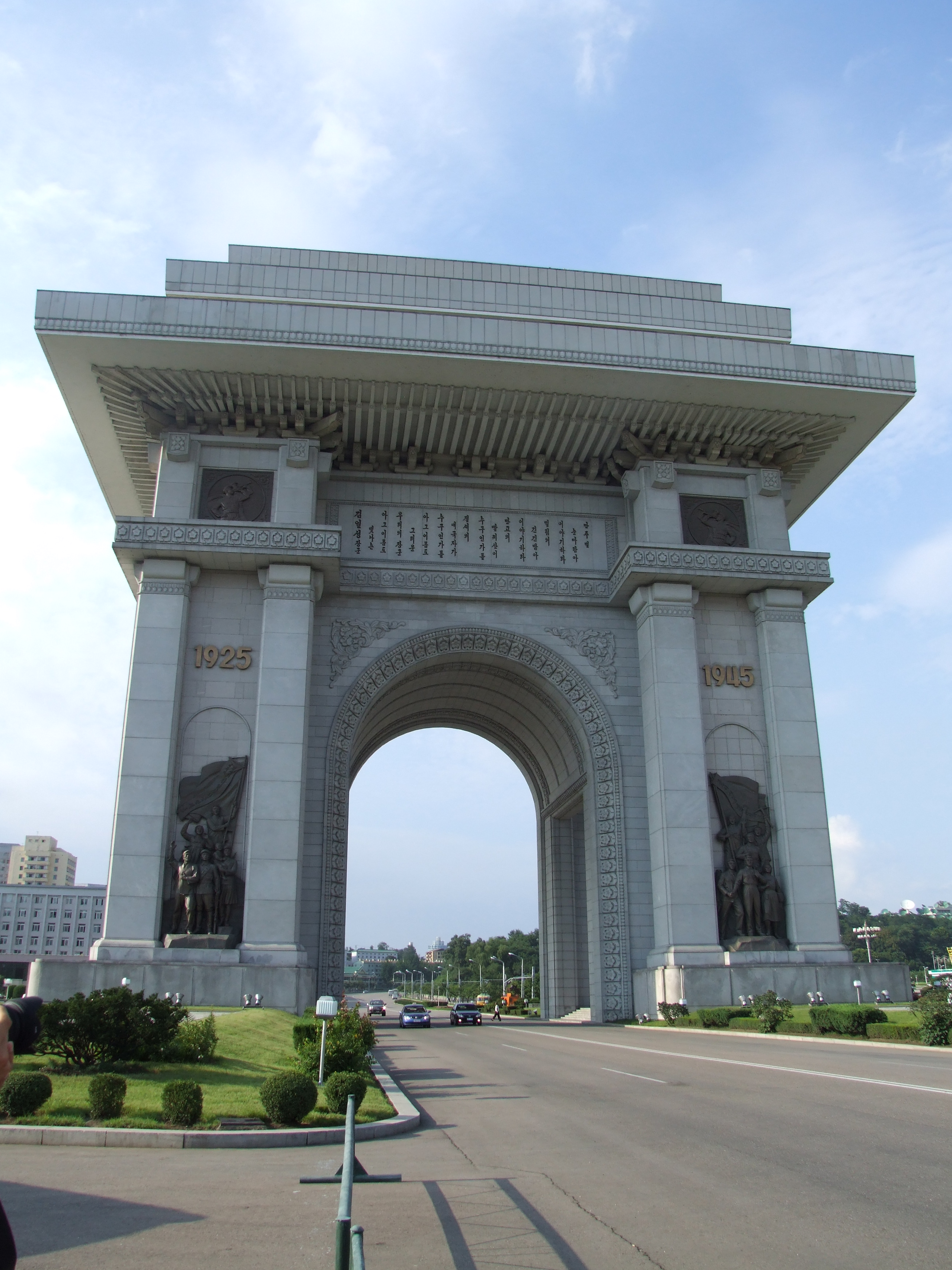
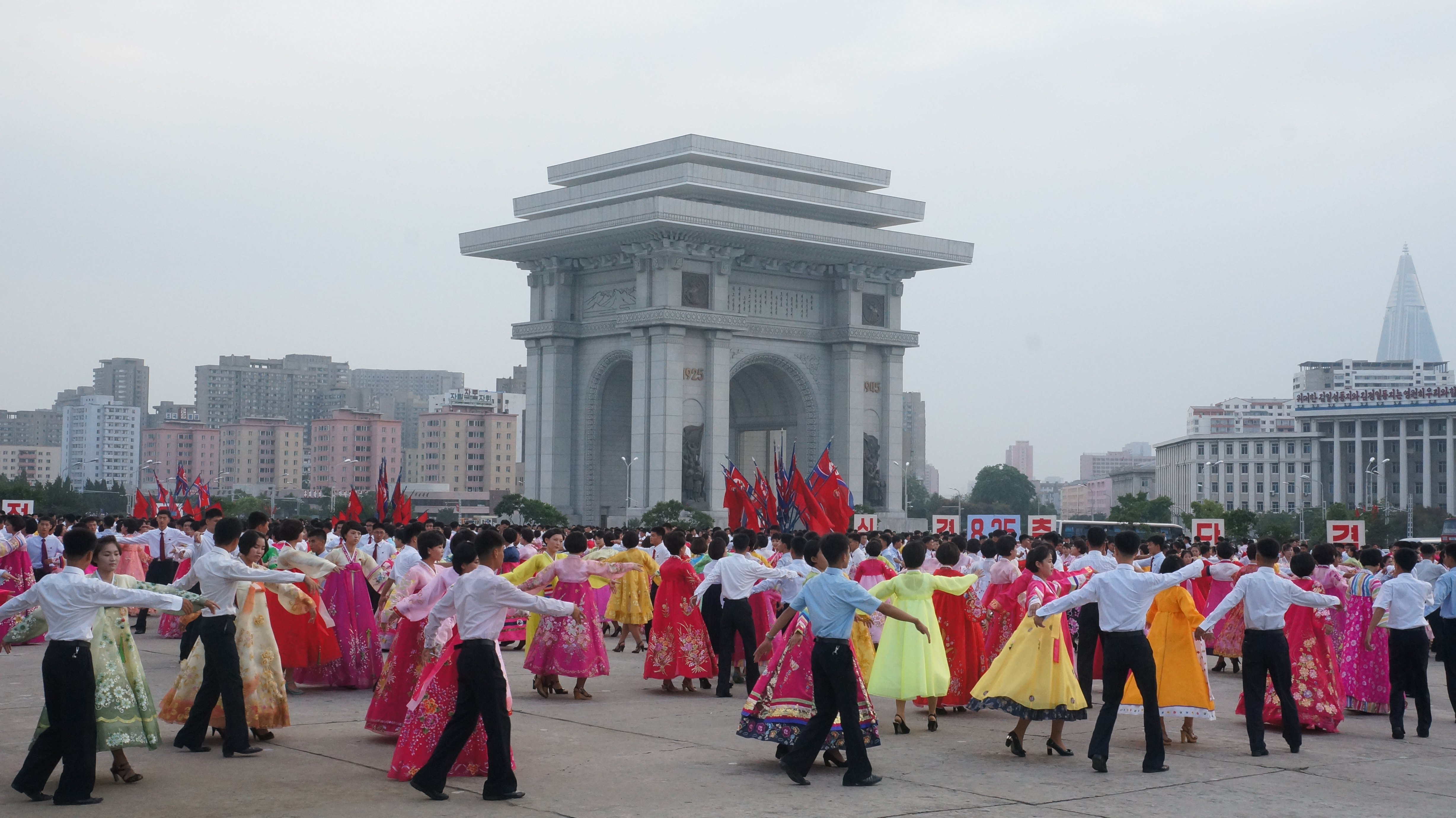
Jovens comemorando o Dia de Songun
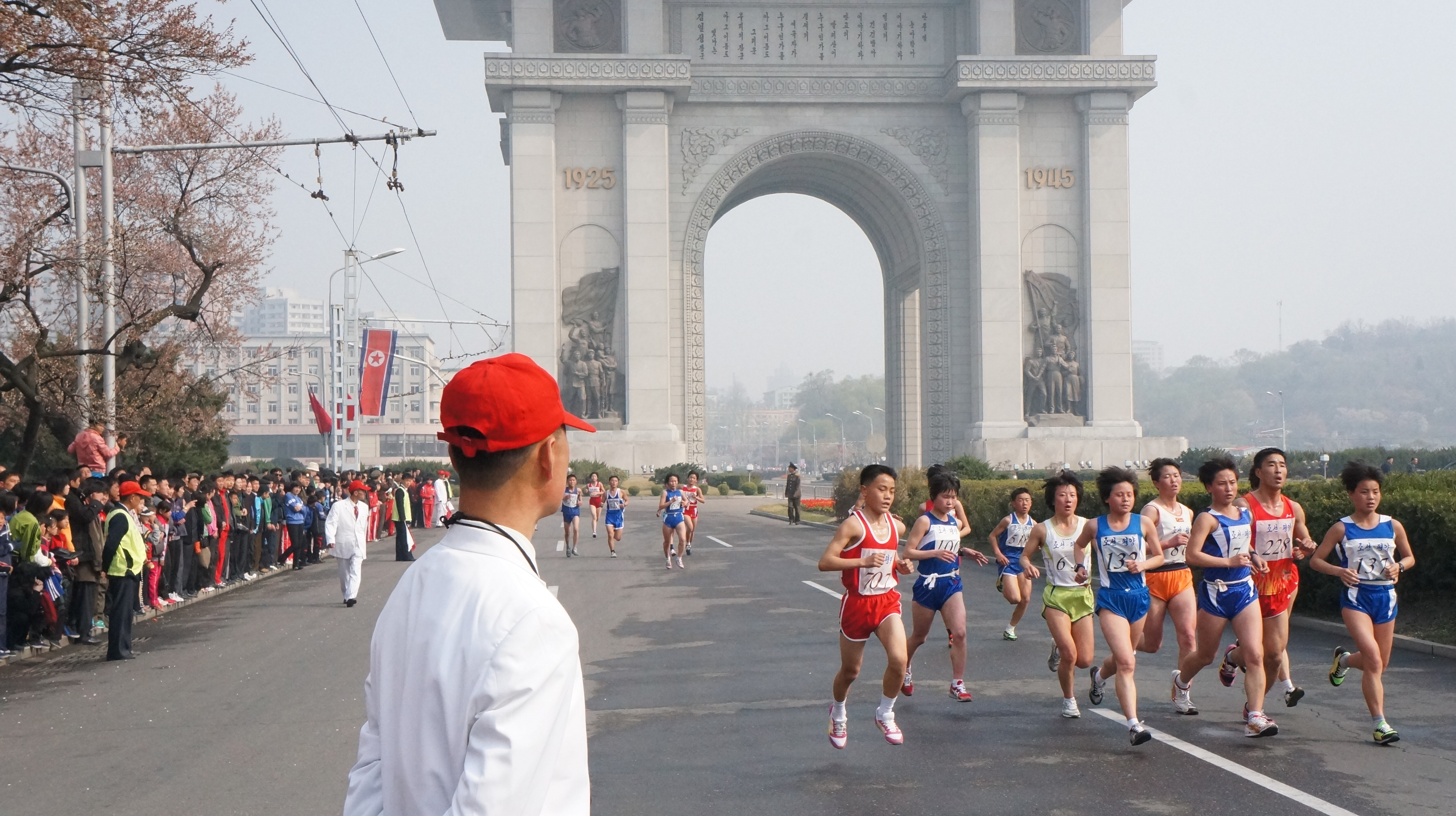
Maratona de Pyongyang
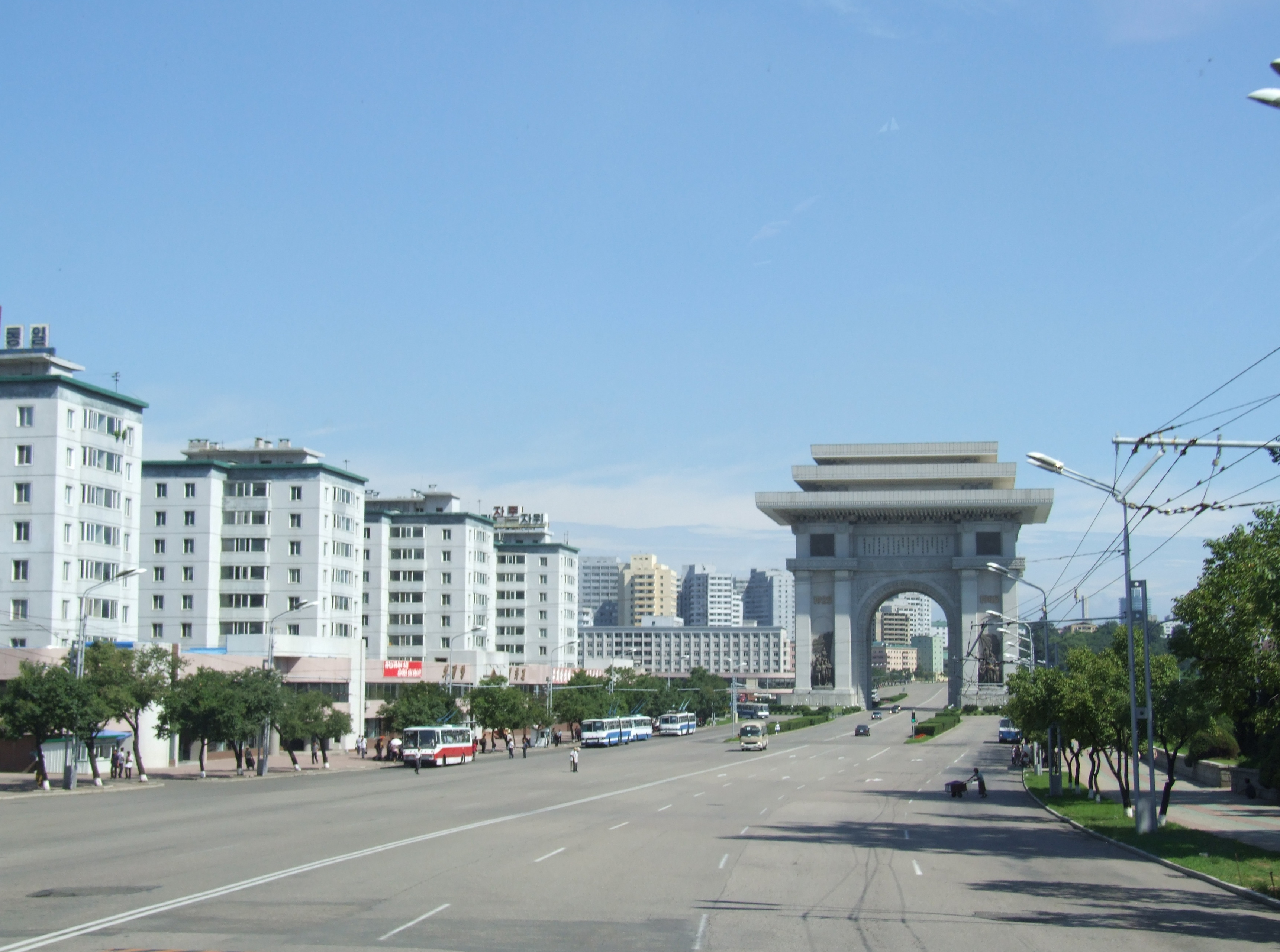
Rua Chilsongmun
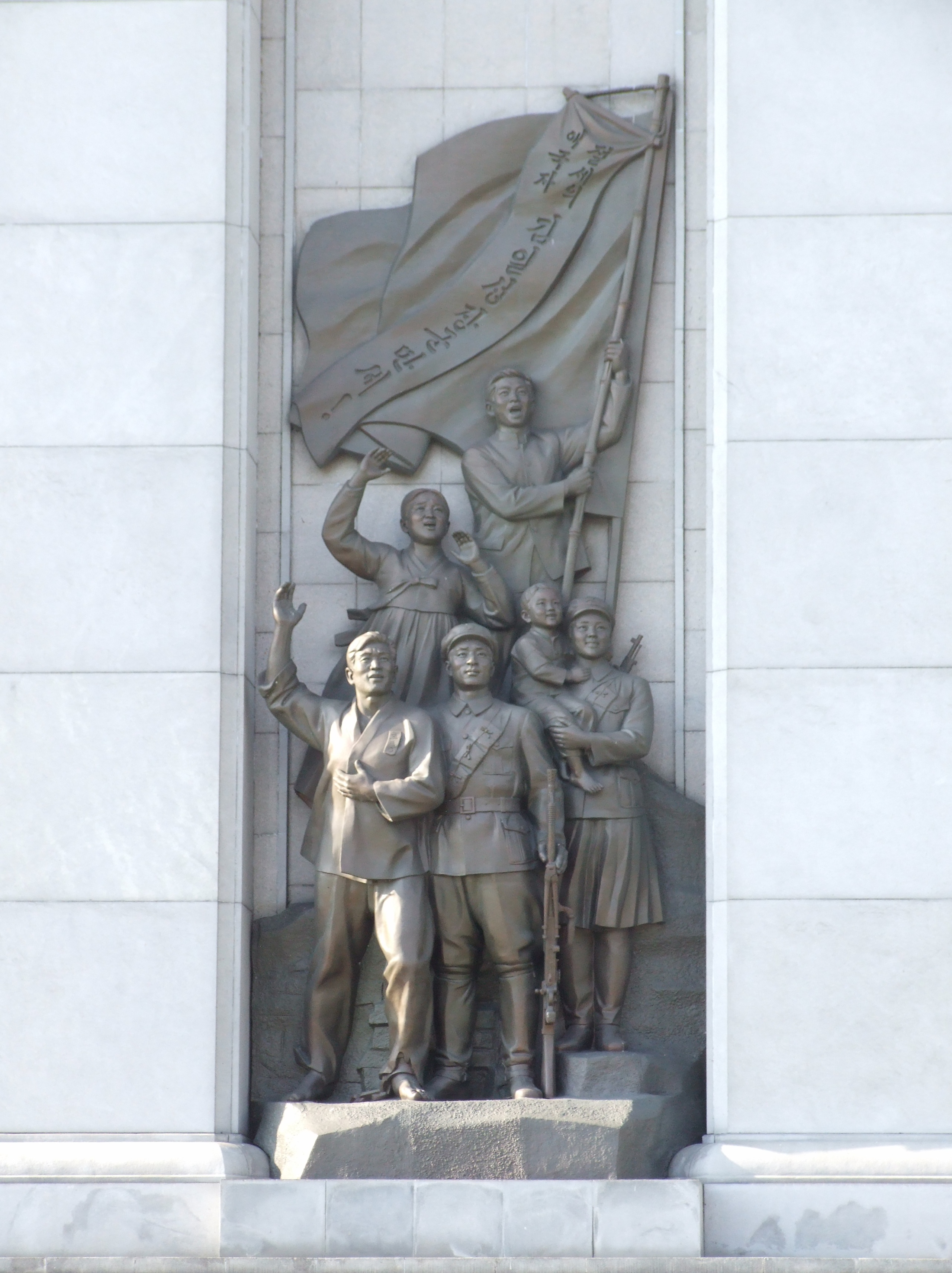
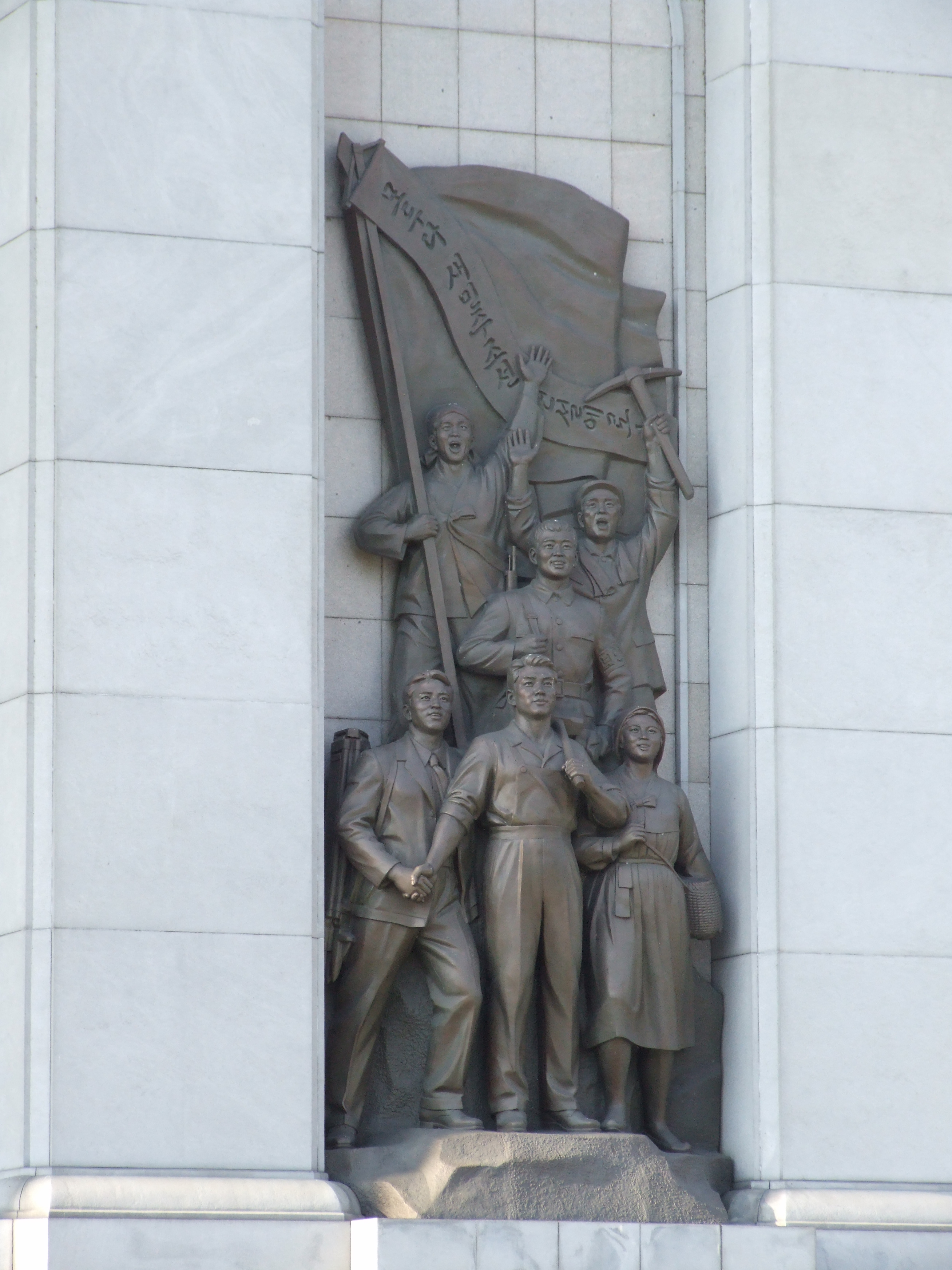
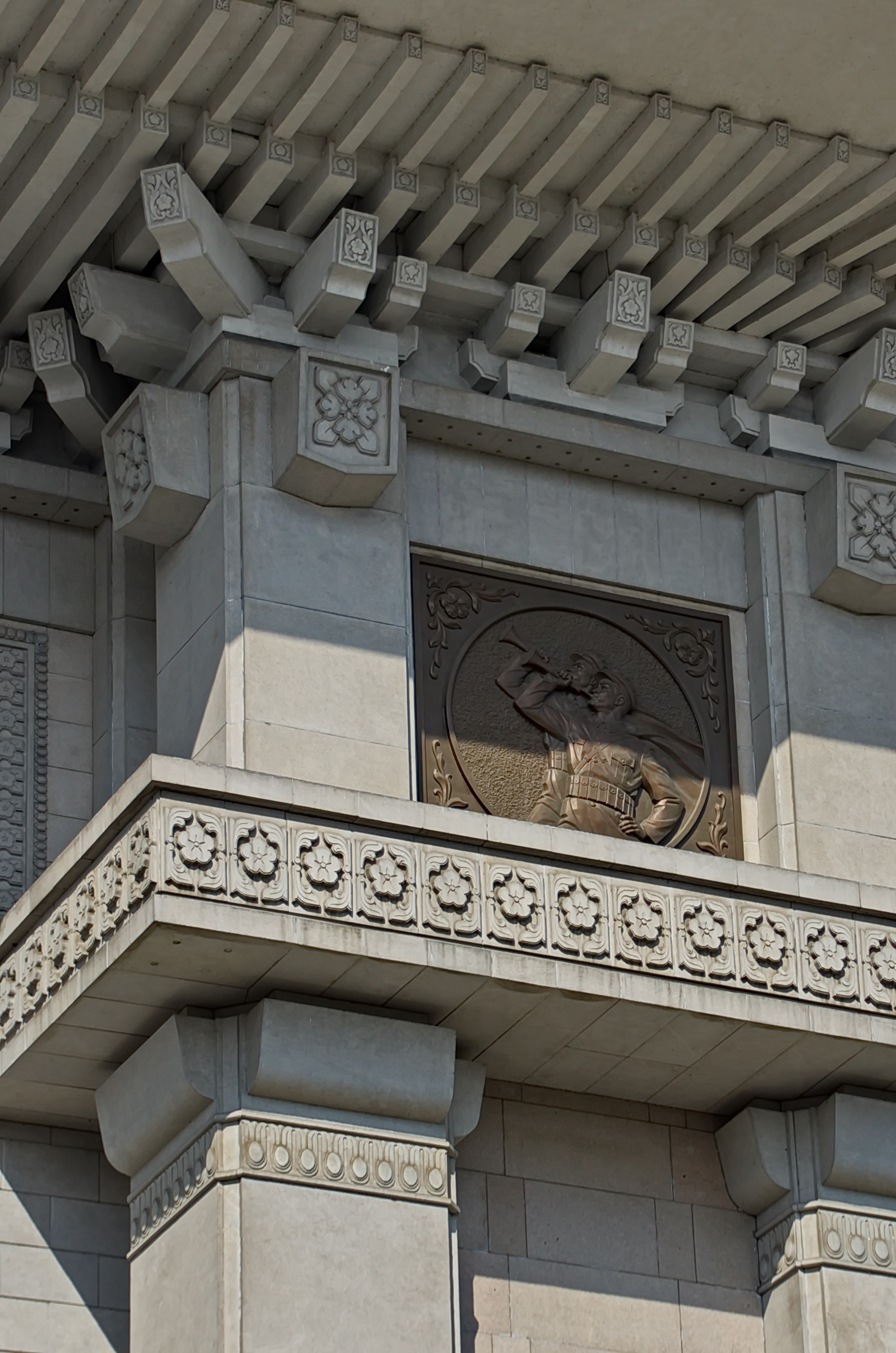
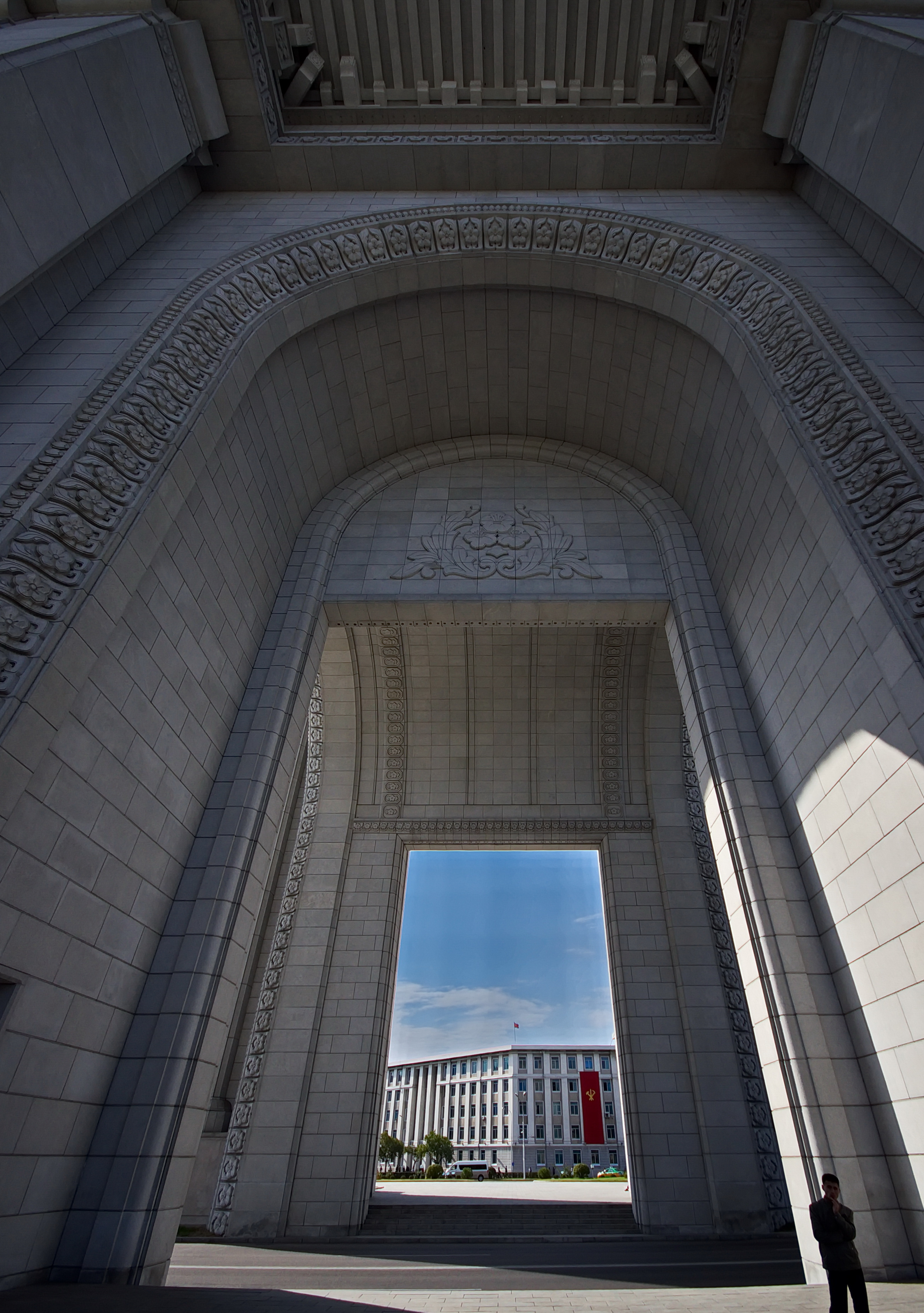